# Ідіохроматизм
Ідіохроматизм — колір мінералів, обумовлений їхніми внутрішніми властивостями.
Ідіохроматизм може викликатись різними причинами:
- а) певними іонами — хромофорами, що входять до складу мінералів, головним чином Fe+2, Fe+3, також Cr+3, Mn+2, Mn+3, Ni+2, Со+2 та іншими, при цьому колір залежить не тільки від наявності хромофору, але й від їх поєднання (наприклад, синій колір обумовлений спільною присутністю Fe+3 і Fe+2, що займають у кристалічній решітці особливі місця), присутності води та іонів ОН−1 (наприклад, мінерали Сu+2 з водою сині і зелені, без води — безбарвні), координаційної числа йона, міжіонних відстаней;
- б) зміною енергетичного стану деяких частинок решітки під впливом радіоактивного випромінювання — енергохроматизм;
- в) будовою кристала або молекули — стереохроматизм (органічні сполуки).[1]